# 중화인민공화국 개요

중화인민공화국의 위치

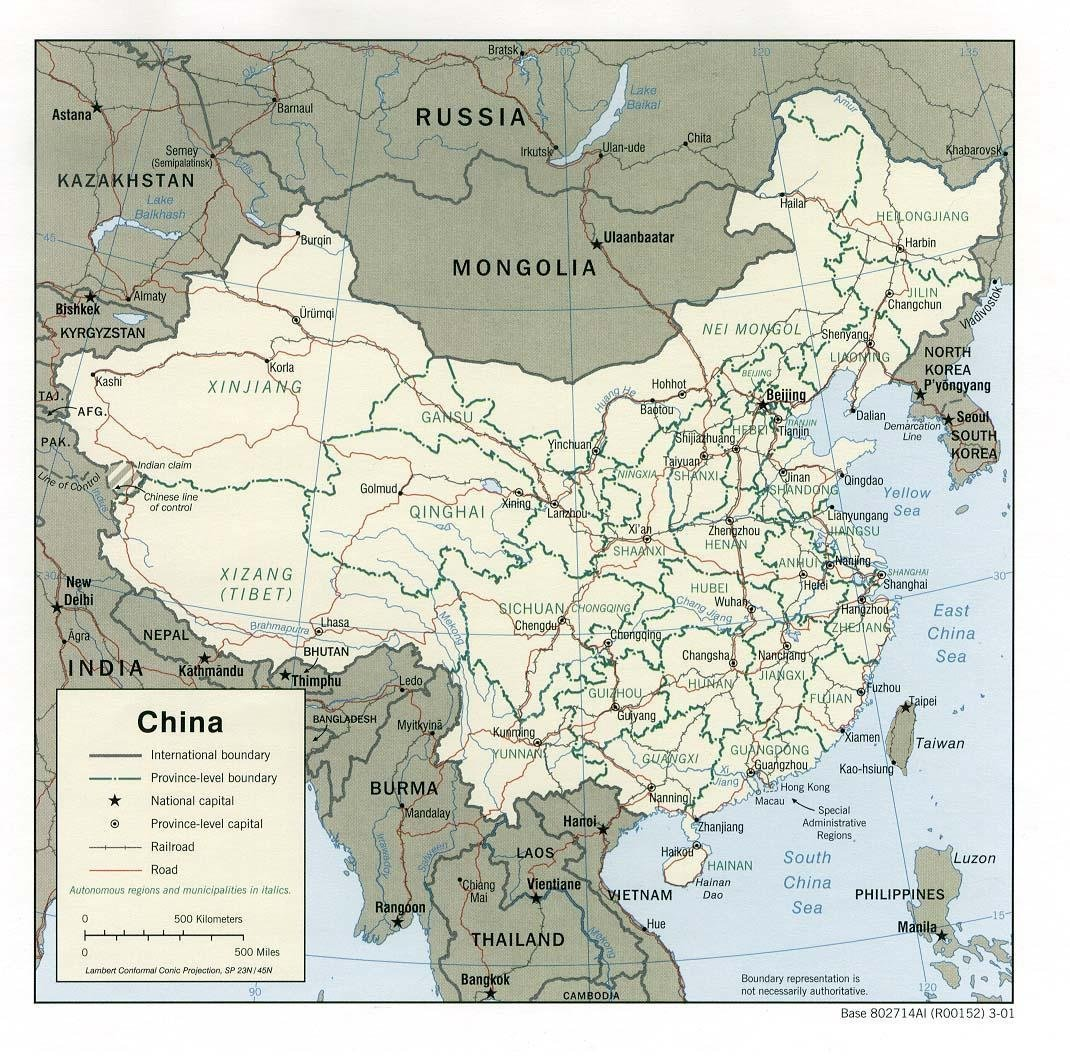
중화인민공화국 지도

중화인민공화국 소개를 위해 정리한 개요이다.
중화인민공화국은 동아시아에서 가장 넓은 국가이자 세계에서 네 번째로 넓은 국가이다. 13억 명이 넘는, 세계 최대의 인구를 가지고 있다.
1949년의 중화인민공화국 수립 이후로 중국공산당 일당제 통치가 이어져 왔다. 중화인민공화국은 타이완 문제로 분쟁을 겪고 있다. 국공 내전 당시 패배한 중국 국민당은 타이완 섬으로 도피해 중화민국에서 집권했다. '중국 대륙'이라는 용어는 보통 중화인민공화국이 실효지배하고 있는 영토를 의미하며, 여기에서 홍콩과 마카오 두 특별행정구를 제외하기도 한다.
많은 인구, 빠른 경제 성장, 많은 연구개발 예산 덕분에, 중화인민공화국은 '잠재적 초강대국'으로 여겨지고 있다. 세계 제2의 경제력을 가지고 있으며 유엔 안전 보장 이사회의 상임 이사국이자 아시아 태평양 경제협력체의 회원국이다. 1978년 이후 중화인민공화국은 개혁개방을 통해 빈곤율을 1981년의 53%에서 2001년의 8%로 낮췄다. 하지만, 중화인민공화국은 현재 고령화, 지역 격차, 환경 문제 등의 사회경제적 문제에 직면하고 있다.
중화인민공화국은 국제 무역에서 중요한 역할을 하고 있다. 중화인민공화국은 세계 철강의 3분의 1과 콘크리트의 반 이상을 소비하고 있다. 전 산업 부문을 통틀어, 중화인민공화국은 세계 최대의 수출국이자 세계 제2의 수입국이다.

## 기본 정보
- 통상 자칭 지명: 중국어 간체자: 中国, 병음: Zhōngguó
- 공식 국호: 중국어 간체자: 中华人民共和国, 병음: Zhōnghuá Rénmín Gònghéguó
- ISO 국가 표준: CN, CHN, 156
- ISO 지역 표준: ISO 3166-2:CN
- 국가 코드 최상위 도메인: .cn

## 중화인민공화국의 지리
- 위치:
  - 북반구, 동반구
  - 유라시아
    - 아시아
      - 동아시아

  - 시간대: 중국 표준시(UTC+08)
  - 중화인민공화국의 극점:

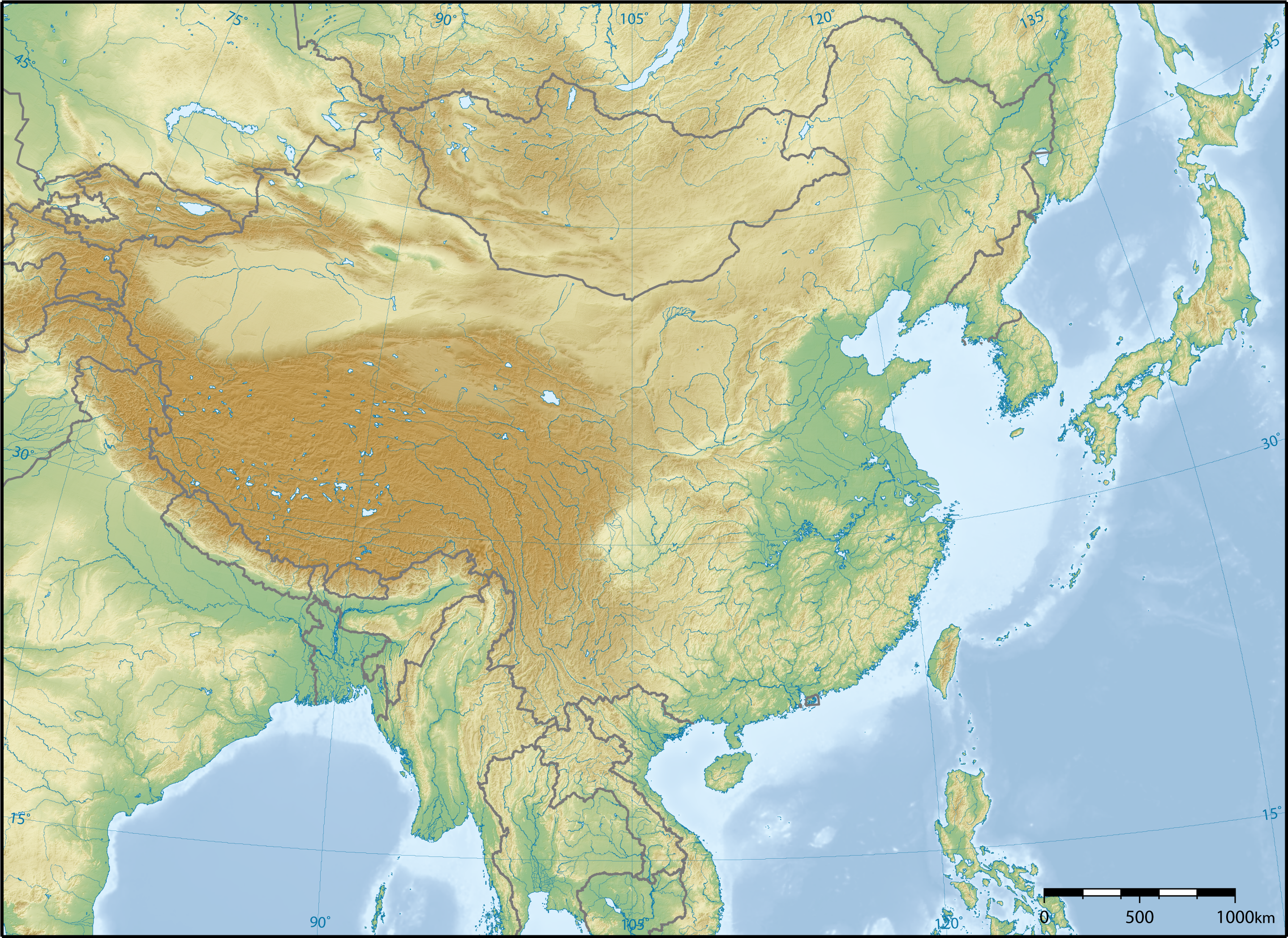
중화인민공화국 지형도

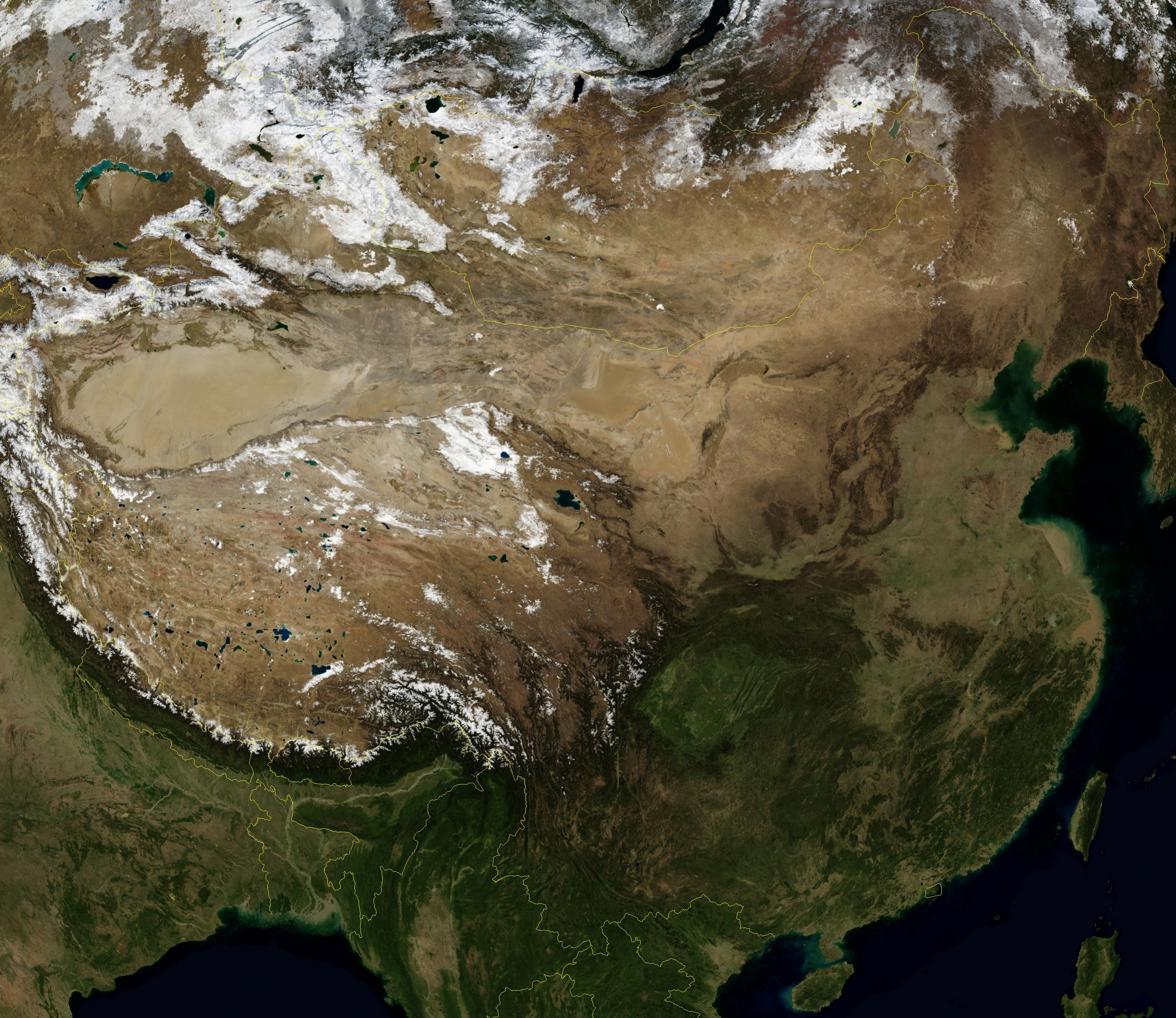
중화인민공화국 위성 사진

    - 최고점: 에베레스트산 8,848m – 세계 최고점
    - 최저점: 투루판 분지 −154m

  - 지상 국경: 22,117km

 몽골 4,677km
 러시아 3,645km
 인도 (분쟁 지역 제외) 3,380km
 미얀마 2,185km
 카자흐스탄 1,533km
 조선민주주의인민공화국 1,416km
 베트남 1,281km
 네팔 1,236km
 키르기스스탄 858km
 파키스탄 523km
 부탄 470km
 라오스 423km
 타지키스탄 414km
 아프가니스탄 76km
- - 해안선: 14,500km
- 중화인민공화국의 인구: 1,321,851,888명 - 세계 1위
- 중화인민공화국의 면적: 9,640,821km² - 세계 4위

### 중화인민공화국의 지형
- 중국의 호수 목록
- 국가중점풍경명승구
- 중화인민공화국의 세계유산
  - 싼장빙류
  - 주자이거우 풍경구

### 중화인민공화국의 행정 구역

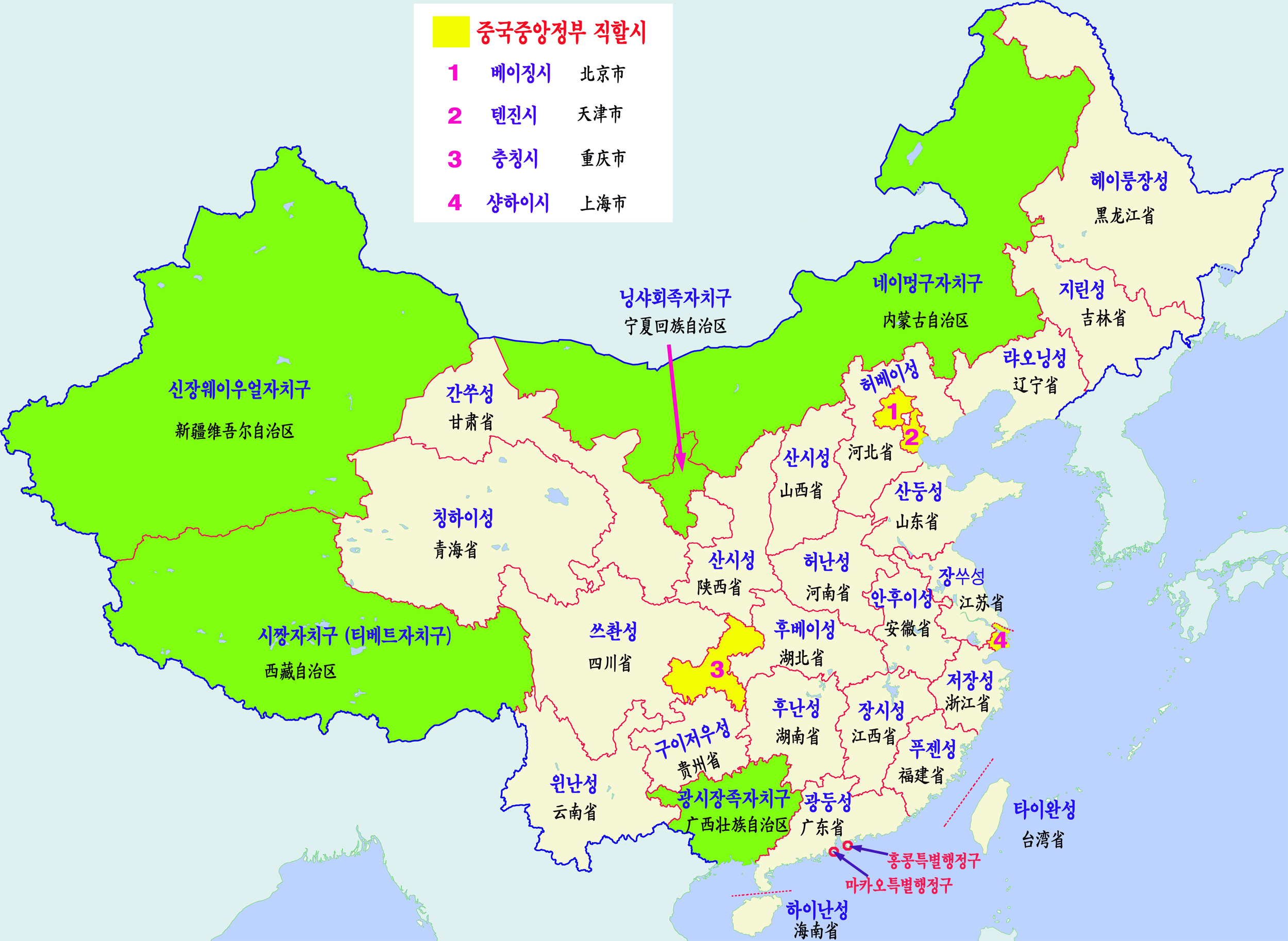
중화인민공화국의 행정 구역 지도

- 중화인민공화국의 수도: 베이징시

## 중화인민공화국의 정치
- 정부 형태: 일당제 사회주의 공화국
- 중화인민공화국의 정당

### 중화인민공화국의 정부

#### 집권 정당
- 중국공산당
  - 총서기: 시진핑

#### 행정부
- 주석: 시진핑
- 총리: 리커창

#### 사법부
- 중화인민공화국 최고인민법원

### 중화인민공화국의 대외 관계
- 중화인민공화국의 재외공관 목록
- 중화인민공화국 주재 외국공관 목록

#### 중화인민공화국이 가입한 국제 기구
중화인민공화국은 다음 국제 기구들의 회원국이다:
- 국제 개발 협회
- 국제결제은행
- 국제 금융 공사
- 국제 노동 기구
- 국제 농업 개발 기금
- 국제 민간 항공 기구
- 국제부흥개발은행
- 국제 상업 회의소
- 국제 수로 기구
- 국제 올림픽 위원회
- 국제 원자력 기구
- 국제 의회 연맹
- 국제이주기구 (참관국)
- 국제 적십자사·적신월사 연맹
- 국제 적십자·적신월 운동
- 국제전기통신연합
- 국제 통화 기금
- 국제 표준화 기구
- 국제해사기구
- 국제형사경찰기구
- 남아시아 지역 협력 연합 (참관국)
- 다자간 투자 보증 기구
- 동남아시아 국가 연합 (아세안+3)
- 동아시아 정상회의
- 라틴 아메리카 통합 연합 (참관국)
- 만국 우편 연합
- 미주개발은행
- 미주 기구 (참관국)
- 북극 이사회 (참관국)
- 비동맹 운동 (참관국)
- 상설중재재판소
- 상하이 협력 기구
- 세계 관광 기구
- 세계 관세 기구
- 세계 기상 기구
- 세계노동조합연맹
- 세계무역기구
- 세계보건기구
- 식량 농업 기구
- 아시아 개발 은행
- 아시아 태평양 경제협력체
- 아프리카 개발 은행
- 유네스코
- 유엔
- 유엔 난민 기구
- 유엔 무역 개발 회의
- 유엔 산업 개발 기구
- 유엔 안전 보장 이사회 (상임 이사국)
- 유엔 수단 임무단
- 중미 통합 체제 (참관국)
- G20
- 77 그룹
- 태평양 제도 포럼 (참관국)
- 화학 무기 금지 기구

### 중화인민공화국의 법률과 제도
- 중화인민공화국 헌법
- 중화인민공화국의 인권

### 중화인민공화국의 군사
- 통수권자: 시진핑
- 중국 인민해방군 육군
- 중국 인민해방군 해군
- 중국 인민해방군 공군
- 중국 인민해방군 로켓군
- 중국 인민해방군 전략지원부대

## 중화인민공화국의 문화
- 중화인민공화국의 국기
- 중화인민공화국의 국장
- 중화인민공화국의 국가
- 중화인민공화국의 공휴일
- 중화인민공화국의 세계유산

### 중화인민공화국의 예술
- 중국 문학
- 중국 음악
- 중국 연극
- 중국의 영화

### 중화인민공화국의 종교
- 중국의 불교
- 중국의 기독교

### 중화인민공화국의 스포츠
- 아시안 게임 중화인민공화국 선수단
- 올림픽 중화인민공화국 선수단

## 중화인민공화국의 경제와 산업
- 통화: 런민비
  - ISO 4217: CNY
- 중국인민은행
- 상하이 증권거래소
- 선전 증권거래소
- 중국의 관광
- 중국의 교통
  - 중화인민공화국의 고속도로
  - 중화인민공화국의 공항 목록
  - 중화인민공화국의 철도

## 같이 보기
- 중화민국 개요

### 공식
- 주 중화인민공화국 대한민국 대사관
- 주 대한민국 중화인민공화국 대사관
- 주 부산 중화인민공화국 총영사관
- 주 광주 중화인민공화국 영사사무실
- (중국어/영어) 중화인민공화국 중앙인민정부
- (중국어/영어/프랑스어/러시아어/…) 중화인민공화국 외교부 공식 홈페이지

### 그 외
- 중국망
- (영어) CIA의 세계정보 (중국편) 보관됨 2006-06-26 - 웨이백 머신